# 灌阳镇
灌阳镇，是中华人民共和国广西壮族自治区桂林市灌阳县下辖的一个乡镇级行政单位。

## 行政区划
灌阳镇下辖以下地区：
城北社区、城中社区、城南社区、城关村、莫家村、胡家村、鹤龙村、上王村、秀凤村、长坪村、大仁村、福星村、文化村、三联村、仁江村、仁柜村、车田村、仁狮村、仁义村、雷坪村、仁合村、鱼塘村、马头村、翻身村、大源村、徐源村、苏东村、仁渡村和排埠江村。